# Bádogdoboz székesegyház
A Bádogdoboz székesegyház volt az első független ukrán templom Észak Amerikában. Ez volt a Seraphim egyház központja Winnipegben. Független volt minden európai egyháztól.
Az első ukrán bevándorlók 1891-ben érkeztek Kanadába, főleg az Osztrák–Magyar Monarchia tartományaiból, Bukovina és Galícia területeiről. A Bukovinából érkezett bevándorlók az ortodox egyházhoz tartoztak, míg a galíciaiak a görögkeleti egyházhoz. Mindkettő a bizánci liturgiát követte. 1903-ra olyan nagy lett az ukrán bevándorlók száma, hogy már felkeltette az érdeklődést mind a vallásos, mind a politikai, mind az iskolai oktatás vezetőségének a köreiben.

## A főszereplők

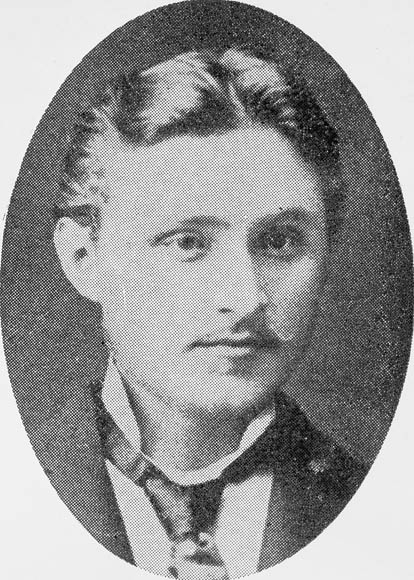
Cyril Genik (1857–1925)

Az ukrán emigráció vezetője Cyril Genik (1857-1925) volt. Galiciából érkezett, az Ukrán Akadémia Gimnáziumában érettségizett Lvivben és egy rövid ideig jogot tanult a Csernyivci Egyetemen. Genik jó barátságban volt Ivan Franko ukrán íróval, aki a Fox Mykyta című könyvéért az irodalmi Nobel-díj egyik jelöltje volt. Az író éles szatírával bírálta a papságot és a szocializmus felé hajló világnézetét valószínűleg osztotta Genikkel, aki az író esküvőjén mint tanú vett részt. Hitték, hogy ha a nép megszabadul a klerikális fennhatóság alól és földet kap, egyúttal megszabadul a földesurak igájától, akik messziről és az egyházi hierarchia segítségével kötötték őket béklyóba. Kanadába való érkezése után, Genik volt az első ukrán, aki a kanadai kormánynak dolgozott, mint a bevándorlók ügynöke, aki az újonnan érkezőket a településeikre kísérte. Genik unokatestvére Bodrug Iván (1874-1952) és ennek jó barátja Negrich Iván (1875-1946) Galiciából származó tanítói képesítéssel rendelkezett. Mindketten a Bereziv nevű faluból jöttek Kolomyából. Ez a három ember alkotta az értelmiség szívét az ukrán emigráció köreiben, és mindenki úgy ismerte őket mint a Bereziv Triumvirátus. Genik, aki a legidősebb volt a három barát közül, volt az egyetlen aki nős volt. A felesége, Pauline (szül. Tsurkowsky) egy pap lánya volt és egy tanult, iskolázott asszony volt. A házasságból hat gyermek született, három fiú és három lány.
Szintén jelentős szerepet játszott Seraphim érsek, akinek az igazi neve Ustvolsky Stefan volt. Ustolvskyt a Szentpétervári Orosz Szent Zsinat kitagadta. De az ő jelentős szerepe akkor kezdődött, amikor személyes okoknál fogva elutazott Mount Athos-ba, ahol Szent Anphim, aki érseknek tartotta magát, Ustvolskyt is érsekké szentelte. Az a hír járta, hogy Anphim azért szentelte fel Ustvolskyt, hogy bosszantsa a cárt. Ebben az időben ugyanis a cár és a Szent Zsinat is, a saját befolyása alá akarta hajtani az Orosz Ortodox Egyházat. Miután érsekké szentelték, Seraphim Észak Amerikába utazott, ahol egy rövid ideig Philadelphiában élt ukrán papok között. Mire Winnipegre érkezett már semmi kapcsolata nem volt sem az Orosz Ortodox Egyházzal és senki mással sem. A prérin letelepedett ukrán bevándorlók elfogadták, mint egy utazó szentet, aminek a tradíciója a kereszténység kezdetéig vezet vissza.
A következő személy, aki szintén szerepet játszott a Bádog Doboz Székesegyház létrejöttében Seraphim asszisztense, Marchenko Makarii volt. Marchenko volt a diakónus és a kántor a Seraphim által vezetett templomi szertartásokban. Seraphimmal együtt érkezett Winnipegre az USA-ból. Szerepet játszott még Langevin érsek, akinek a hivatala St. Bonifácon volt, mint a nyugat-kanadai római katolikus egyház feje és a közvetlen kapcsolat a pápához Rómában. Langevin meg volt róla győződve, hogy a római katolikus papok teljes mértékben eleget tudnak tenni az ukrán bevándorlók lelki szükségleteinek. Részesei voltak még az eseményeknek: Dr. William Patrick, a Manitoba College dékánja (ami egy presbiteriánus iskola volt Winnipegen), a manitobai Liberális Párt és az orosz ortodox misszionáriusok.

## Az események
Ha egyetlen eseményt kellene megnevezni, mint a következő események okozóját, az a törvényjavaslat a manitobai Parlamentben, 1902-ben, amit Joseph Bernier képviselő nyújtott be. A törvényjavaslat szerint a Görög Rutén Egyház (az ukránokat ebben az időben ruténoknak is hívták) tartozzon a Római Egyház fennhatósága alá. Langevin érsek kijelentette, hogy a ruténoknak azzal kell bizonyítani, hogy jó katolikusok, hogy minden vagyonukat és területüket az Egyház alá rendelik, nem úgy, mint a protestánsok, akik függetlenek minden pap vagy érsek fennhatóságától. Az ukrán emigránsok száma nemcsak a katolikus egyház érdeklődését keltette fel, hanem az orosz ortodox misszionáriusokét is. Ebben az időben az Orosz Ortodox Egyház $100,000-t költött évente Észak-Amerikában az Orosz Ortodox Egyház misszióira. A Presbyteriánus Egyház is érdeklődött, fiatal ukrán fiúkat, férfiakat meghívott a Manitoba College-ba (ma ez a University of Winnipeg), ahol külön oktatást kaptak, hogy tanítók (és később független görögkatolikus papok) lehessenek. Dr. King, az Egyetem akkori dékánja, folyékonyan beszélt németül, és ezen a nyelven interjúvolta meg Bodrugot és Negrichet az iskolába való felvételük kérelmezése után. Genik lefordította az iskolai bizonyítványaikat lengyelből angolra. Ők voltak az első ukrán egyetemi hallgatók Észak-Amerikában, ugyanis a Manitoba College ebben az időben része volt a manitobai egyetemnek.
Genik, Bodrug és Negrich gyorsan akcióba léptek. Behozták Seraphimet, aki 1903-ban érkezett Winnipegre azzal a céllal, hogy megalapítsa az Európától független Egyházat úgy, hogy semmiféle elkötelezettsége se legyen egyik érdekközösséghez sem, akik az ukránokat a maguk befolyása alá akarták hajtani. Nagy megelégedéssel vették, amikor Seraphim megalapította az Ortodox Orosz Egyházat (nem összetévesztendő az Orosz Ortodox Egyházzal), és hogy az ukránoknak is eleget tegyen, Seraphim Egyháznak nevezte. Az egyház a bizánci liturgiát követte, amit az emigránsok jól ismertek, és egyúttal elkezdte a kántorok és diakónusok felavatását is. 1903. december 13-án Seraphim megnyitotta és felszentelte azt a kis templomot (valószínűleg Szentlélek néven), ami a McGregor utca keleti oldalán épült a Manitoba és Pritchard sugárutak között. A népszerű Seraphim valami 50 papot szentelt fel, számtalan diakónust, akik közül sokan sem írni, sem olvasni nem tudtak, vagy csak alig. Ezek a papok és diakónusok szolgálták az ukrán közösséget a különböző falvakban, és hirdették az Ortodox egyház függetlenségét és tulajdonjogát. Két év alatt ennek az új Egyháznak 60.000 követője volt.
De egy idő után Seraphim, aki alkoholista volt, elvesztette az ukrán értelmiség bizalmát. Meghívták Winnipegre, és a titkos megállapodásuk szerint, leváltották, tisztségeitől megfosztották anélkül, hogy a követőiket elvesztették volna. Seraphim Szent Pétervárra utazott, és megpróbálta elismertetni magát, és támogatást kérni a Seraphim Egyház részére az Orosz Szent Zsinattól. Amíg Seraphim távol volt, Bodrug és Negrich, akik már teológiát tanultak a Manitoba College-ban, és egyúttal a Seraphim Egyház felavatott papjai is voltak, megszerezték a presbiteriánusok anyagi és erkölcsi támogatását a Seraphim Egyház részére, azzal a feltétellel, hogy idővel a Seraphim Egyház is követni fogja a presbiteriánus szokásokat. 1904 őszén Seraphim visszatért, de anélkül, hogy a remélt támogatást biztosítani tudta volna. Megtudta, hogy az általa alapított Egyházból kizárták, és ezért azonnal kiátkozta az összes papot, akik részt vettek az ő eltávolításában. Az újságokban közölte a képeiket, a nevüket a mellükre nyomtatva, mintha közönséges bűnözők lettek volna. A bosszúja rövid ideig tartott, csak addig ameddig híre érkezett, hogy a Szent Orosz Zsinat kitagadta. Amikor a Szent Orosz Zsinat kitagadta őt és az összes papját, 1908-ban eltávozott és nem tért vissza többet.

## A következmények
A szociális és lelki forradalom tüzének a hamvaiból egy erős kanadai-ukrán közösség született.
Bodrug Iván, aki egyike volt a Seraphim ellen szervezett lázadásnak az új, Független Egyház feje lett. Ő maga is egy karizmatikus vezető volt, és az evangélikus kereszténységet hirdette a presbiteriánus befolyás miatt. Egészen az 50-es évekig élt. A Független Egyház épületei a Pritchard sugárút és a McGregor utca sarkán voltak, és bár az első templomot, amit Seraphim épített, lebontották, a helyén a presbiteriánus pénzzel épített templom ma is áll a Labour Temple-lel szemben.
Langevin érsek továbbra is próbálkozott az ukrán közösséget a római katolikus egyházba beleolvasztani. Alapított egy görögkatolikus templomot St. Basil hagyományai szerint, St. Nicholas névvel, ahová belga papokat hívott meg. Delaere atya és mások, régi szláv nyelven miséztek, és a görögkatolikus előírás szerint öltöztek és lengyelül is mondtak misét. Ez a templom az utca másik oldalán volt a független ukrán katolikus St. Vladimir és Olga székesegyháztól a McGregor utcában. Ez a vetélkedés azt eredményezte, hogy az ukrán emigránsok gyerekeinek több lehetősége volt a szüleik nyelvét megtanulni és beszélni.
A Liberális Párt, annak tudatában, hogy az ukránok már nem voltak Langevin befolyása alatt, és mert a Konzervatív Párt abban az időben a római katolikus egyházzal volt szövetségben, megalapította az első ukrán nyelvű újságot, a Kanadai Farmer névvel. Ennek az első szerkesztője maga Negrich Iván volt.
Seraphim 1908-ban eltűnt, de az Ukránok Hangja (és ezt újságot még ma is nyomtatják Winnipegen) egészen 1913-ig szórványosan jelenti, hogy Seraphim bibliákat árul Biritsh Columbiában a vasúti munkásoknak.
Genik Cyril a legidősebb lányával és az egyik fiával elköltözött North Dakotába, majd visszatért, és 1925-ben Winnipegen halt meg.
Seraphim távozása után Marchenko Makarii kinevezte magát a Seraphim Egyház fejének, főpápának, főpátriárkának, fővezérnek és főhercegnek, és egyúttal kiátkozta a pápát és a Szent Orosz Zsinatot is. Vannak jelentések arról, hogy a falvakat járta és lelkipásztori szerepet töltött be az ukrán emigránsok között, akiknek nem volt saját egyházközsége és szükségük volt az ismert bizánci liturgiára még a 30-as években is.

## Bibliográfia
- Bodrug, Ivan. Independent Orthodox Church: Memoirs Pertaining to the History of a Ukrainian Canadian Church in the Years 1903-1913, translators: Bodrug, Edward; Biddle, Lydia, Toronto, Ukrainian Research Foundation, 1982.
- Hryniuk, Stella, GENYK, CYRIL – Dictionary of Canadian Biography Online, www.biographi.ca/EN/009004-119.01-e.php?id_nbr=8154
- Manitoba Free Press, issues of 10 October 1904, 20 January 1905, 28 December 1905.
- Martynowych, Orest T., The Seraphimite, Independent Greek, Presbyterian and United Churches, umanitoba.ca/...canadian.../05_The_Seraphimite_Independent_Greek_Presbyterian_and_United_Churches.pdf -
- Martynowych, Orest T. Ukrainians in Canada: The Formative Period, 1891-1924. Canadian Institute of Ukrainian Studies Press, University of Alberta, Edmonton, 1991.
- Maruschak, M. The Ukrainian Canadians: A History, 2nd ed., Winnipeg: The Ukrainian Academy of Arts and Sciences in Canada, 1982.
- Mitchell, Nick. The Mythology of Exile in Jewish, Mennonite and Ukrainian Canadian Writing in A Sharing of Diversities, Proceedings of the Jewish Mennonite Ukrainian Conference, "Building Bridges", General Editor: Stambrook, Fred, Canadian Plains Research Center, University of Regina, 1999.
- Mitchell, Nick. Ukrainian-Canadian History as Theatre in The Ukrainian Experience in Canada: Reflections 1994, Editors: Gerus, Oleh W.; Gerus-Tarnawecka, Iraida; Jarmus, Stephan, The Ukrainian Academy of Arts and Sciences in Canada, Winnipeg.
- Winnipeg Tribune, issue of 25 February 1903.
- Yereniuk, Roman, A Short Historical Outline of the Ukrainian Orthodox Church of Canada.

## Külső hivatkozások
- Kijevi Rusz
- Православная Церковь Всероссийского Патриаршества
- Byzantine Rite Christianity in Canada
- Five Door Films, Romance of the Far Fur Country
- Hryniuk, Stella: Cyril Genik. Dictionary of Canadian Biography
- Hryniuk, Stella: Bishop Seraphim. Dictionary of Canadian Biography
- Martynowych, Orest T., The Seraphimite, Independent Greek, Presbyterian and United Churches
- Tin Can Cathedral by Nick Mitchell
- Orysia Paszczak Tracz: Our Christmas: nothing's really changed. The Ukrainian Weekly, 1998. [2013. február 17-i dátummal az eredetiből archiválva]. (Hozzáférés: 2013. május 28.)
- University of Manitoba Libraries: Winnipeg Building Index. Tin Can Cathedral Selkirk Avenue 1904
- Yereniuk, Roman, A Short Historical Outline of the Ukrainian Orthodox Church of Canada